# Colorino
Le colorino est un cépage rouge local cultivé en Toscane. Il entre parfois dans la composition du Chianti, avec le Sangiovese, le Canaiolo et le Mammolo.

## Synonymes
Le colorino est connu sous les noms de abrostino, abrusco, abrustano nero, canino, colorino di Lucca, colorino di Valdarno, colorino Pisano, lambrusco, raversusto et tintiglia.